# دوستان زمین
دوستان بین‌المللی زمین (به انگلیسی: Friends of the Earth International-FoEI) از یک شبکه بین‌المللی از سازمان‌های زیست‌محیطی در ۷۴ کشور تشکیل شده‌است.
دوستان زمین سال ۱۹۶۹ در سانفرانسیسکو، توسط دیوید براور، دونالد ایتکن و گری سوسی تأسیس گردید. کمک مالی ۵۰۰۰۰۰ دلاری، در سال ۲۰۱۹ توسط رابرت اورویل اندرسن، مالک شرکت نفت آتلانتیک ریچفیلد تأمین شد.
این شبکه در سال ۱۹۷۱ با جلسه‌ای از نمایندگان چهار کشور، یعنی ایالات متحده، سوئد، انگلیس و فرانسه به یک شبکه بین‌المللی از سازمان‌های زیست‌محیطی تبدیل شد. این تشکل اکنون دارای یک دبیرخانه مستقر در آمستردام، هلند است که پشتیبانی از شبکه و فعالیت‌های عمده توافق شده آن را تأمین می‌کند. کمیته اجرایی، نمایندگان منتخبی از گروه‌های ملی، سیاست‌گذاری و نظارت بر کار دبیرخانه را تعیین می‌کند. در سال ۲۰۱۶، کارین نانسن، فعال اروگوئه‌ای، به عنوان رئیس انجمن بین‌المللی دوستان زمین انتخاب گردید.

## مسائل مربوط به کمپین
دوستان بین‌المللی زمین، سازمانی است بین‌المللی که اعضای آن در سراسر جهان گسترش یافته‌اند. نهاد اصلی و مادر دوستان بین‌المللی زمین، در درجه اول، نهادی است که نقش وکالت طرفدارانش را به عهده دارد و بیشتر فعالیت‌های آن در انگلستان متمرکز می‌باشد. برنامه‌های پشتیبانی آن از گروه‌های تابعه، از طریق برجسته‌سازی زمینه‌های اجتماعی، سیاسی و حقوق بشری و اساساً بر موضوعات زیست‌محیطی متمرکز است و اساس فعالیت آنها در انگلستان است، اما در ایالات متحده آمریکا و اروپا نیز از طریق آژانس‌های خواهر خود فعالیت می‌کنند. دفتر مرکزی سازمان بین‌المللی دوستان زمین به دلایل مالیاتی در آمستردام هلند قرار دارد.

## نفت
در اکتبر ۲۰۱۸ اعلام شد که الیکو دانگوت، ثروتمندترین مرد آفریقا، قصد دارد یک پالایشگاه نفت ۱۲ میلیارد دلاری در ۶٬۱۸۰ هکتار زمین در یک باتلاق در نیجریه بسازد. این بزرگ‌ترین پالایشگاه جهان خواهد بود. این پالایشگاه در سال ۲۰۲۲، ۶۵۰٬۰۰۰ بشکه نفت خام را فرآوری خواهد کرد.

## گروه‌های دوستان زمین

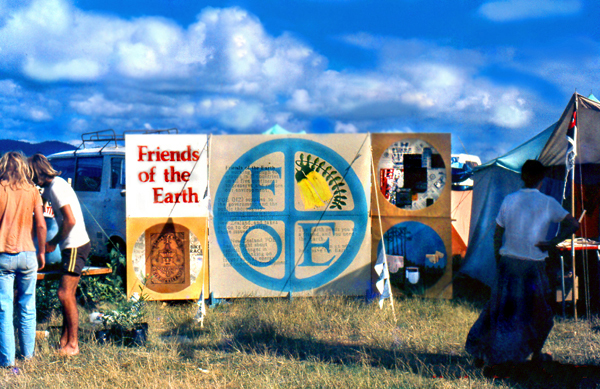
کارگاه دوستان زمین، در جشنواره نامباسا ۱۹۷۸، نیوزیلند.

دوستان زمین در هر کشور، شبکه‌های چند لایه از کنشگران داوطلب تا گروه‌های ملی فشار را تشکیل می‌دهند که برای سیاست‌های زیست‌محیطی پیشرو و پایدار فعالیت می‌کنند. این گروه‌ها و فعالان، فعالیت‌های آموزشی و پژوهشی را انجام می‌دهند.
بر اساس قوانینی که در وب سایت آنها آمده، گروه‌های دوستان زمین لازم است، مستقل از تأثیرات سیاسی، مذهبی یا سایر اعمال حزب عمل کنند و در ساختارهای داخلی خود دموکرات و بدون تبعیض و مایل به همکاری با سازمان‌هایی هستند که برای اهداف مشابه کار می‌کنند. اینها شرایط عضویت در سازمان دوستان زمین است.
گروه‌های ملی در مورد موضوعات اصلی و تأثیرگذار کشور خود کار می‌کنند و شرکت در مبارزات بین‌المللی دوستان زمین که مربوط به کشور آنها است را انتخاب می‌کنند. فعالان محلی محیط زیست زمین، به نوبه خود می‌توانند در کمپین‌های محلی، ملی یا بین‌المللی شرکت کنند.

## ساختار شبکه
اعضای این سازمان در کشورهای مختلف، ممکن است نام خود را دوستان زمین، یا یک عبارت ترجمه شده دیگری معادل آن در زبان ملی خودشان قرار دهند، به عنوان مثال، دوستان زمین (ایالات متحده)، دوستان زمین (انگلیس ولز و ایرلند شمالی)، آمیگوس دولا تییرا (اسپانیا و آرژانتین). با این حال، تقریباً نیمی از گروه‌های عضو به نام خودشان کار می‌کنند، بطوریکه گاهی منعکس‌کننده منشأ مستقل و پیوستن بعدی آنها به این شبکه می‌باشد، مانند پرو ناتورا (سوئیس)، فدراسیون کره برای جنبش زیست‌محیطی، اقدام حقوق زیست‌محیطی (نیجریه) و وال‌هی (اندونزی).

## انتشارات

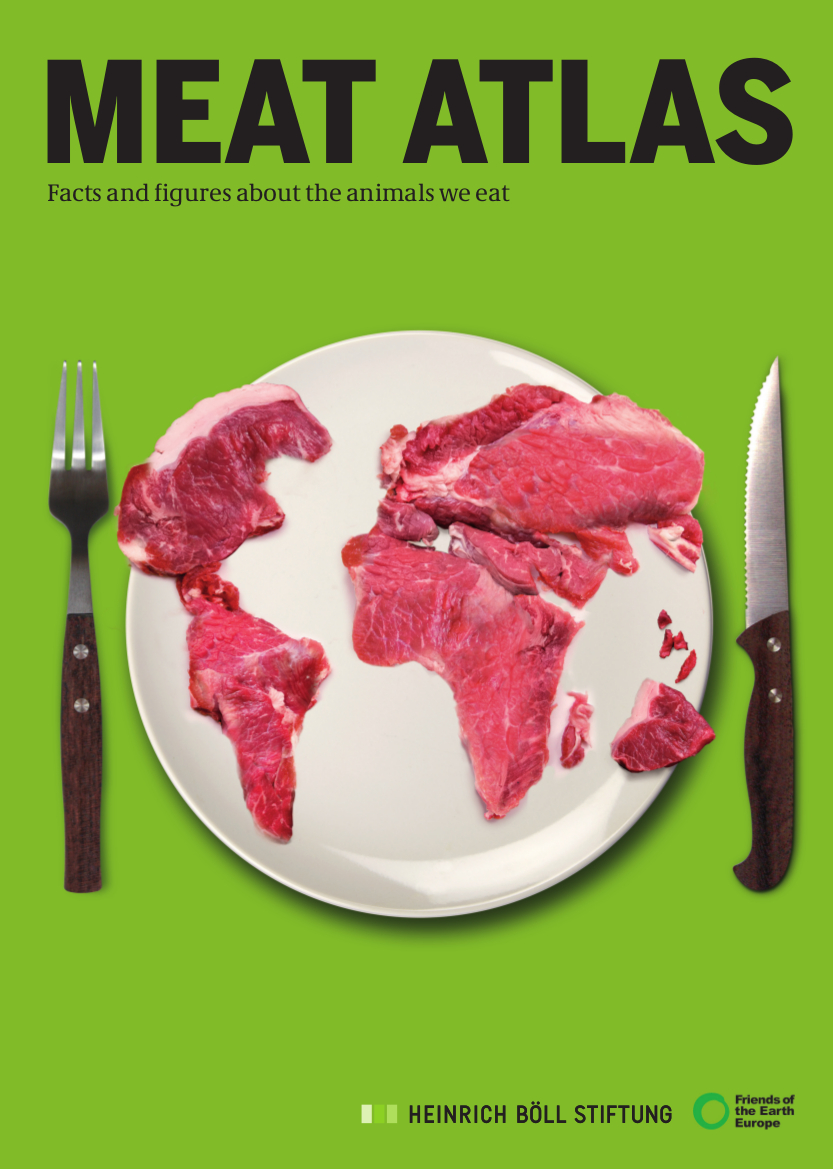
«اطلس گوشت» نشریه «دوستان زمین»، شامل نمودارهایی در مورد مصرف و تولید گوشت است.

دوستان زمین از چاپ کتاب «رژیم غذایی برای یک سیاره کوچک» از فرانسیس مورلاپه در سال ۱۹۷۱ حمایت کردند. اطلس گوشت، گزارشی سالانه است که به روش‌ها و تأثیرات دامداری متمرکز پرداخته‌است. این نشریه شامل ۲۷ مقاله کوتاه می‌باشد که با کمک نمودار، حقایقی را دربارهٔ تولید و مصرف گوشت نشان می‌دهد. اطلس گوشت به‌طور مشترک توسط دوستان زمین و بنیاد هاینریش بل منتشر شده‌است.

## تغییرات اقلیمی
- پنجمین ارزیابی پانل بین دولتی تغییر اقلیم (آی پی سی سی)، گزارش گروه کاری شماره ۲ از دوستان زمین
- ده یافته کلیدی گزارش کارگروه شماره ۳ در مورد کاهش آب و هوا

## حامیان برجسته
- جورج هریسون نوازنده راک پس از شرکت در تظاهرات ضد هسته‌ای آنها در لندن در سال ۱۹۸۰[۱۰] با دوستان زمین ارتباط برقرار کرد. وی درسال ۱۹۸۹ بزرگترین آلبوم خود را در میان همه سازمان‌های زیست‌محیطی به بازدیدهای خود از دوستان زمین اختصاص داد.
- جی کی، رهبر گروه جاز فانک / اسید جمیروکوای، به خاطر اهدای بخشی از سود حاصل از فروش آلبومش به دوستان زمین و آکسفام، مشهور است.
- دومینیک وینت، که در انتخابات ریاست جمهوری فرانسه در سال ۱۹۵۵ و ۲۰۰۷ در حزب "لس ورتز یا حزب سبز کاندیدا شد، یکی از اعضای این حزب است.
- تام یورک، خواننده اصلی ریدیوهد، به‌طور علنی از تعدادی از مبارزات دوستان زمین پشتیبانی کرده‌است.
- گروه کر صدای فوق ستاره در "آهنگ عاشقانه برای زمین" به نام توبی گاد از جمله پل مک کارتنی، جون بن جووی، شریل کرو، فرگی، شان پل و کولبی کایلات - در این سرود الهام‌بخش پاپ با هم متحد می‌شوند. تمام عواید حاصل از فروش این آهنگ به دوستان زمین آمریکا و بنیاد ملل متحد اهدا گردید.

## پشتیبانی از سؤال بزرگ
در میان کسانی که در راه‌اندازی مبارزات تغییرات آب و هوایی دوستان زمین انگلستان و ولز و ایرلند شمالی در کمپین سؤال بزرگ حضور داشتند، همچنین نفرات زیر نیز شرکت داشتند: جود لا، ادیت بومن، سیون لوید، راس بار، دیوید کامرون، دیوید میلیبند، تام یورک، استیون تاجر، مایکل اویس و امیلی اوی.

## سازمانهای عضو
آفریقا
- مرکز توسعه محیط زیست (دوستان زمین کامرون)
- دوستان زمین غنا
- دوستان زمین لیبریا / مؤسسه توسعه پایدار (اس دی آی)
- دوستان زمین موزامبیک اقدام محیط زیست نیجریه
- دوستان زمین آفریقای جنوبی
- دوستان زمین تانزانیا / تیم اقدام به محیط زیست وکلا

آسیا
- دوستان زمین ژاپن
- انجمن اندونزی محیط زیست
- فدراسیون کره برای جنبش زیست محیط